# Березовка (Бабушкинский район)
Березовка — посёлок в Бабушкинском районе Вологодской области.
Входит в состав Тимановского сельского поселения, с точки зрения административно-территориального деления — в Тимановский сельсовет.
Согласно книге «Родословие Вологодской деревни», впервые посёлок упоминается в письменных источниках в 1623 г. как деревня Большое Березово или Пущигино Илезской волости Тотемского уезда. Населена была чёрносошными крестьянами.
Расстояние по автодороге до районного центра села имени Бабушкина составляет 44 км, до центра муниципального образования Тимановой Горы — 1 км. Ближайшие населённые пункты — Жилкино, Овсянниково, Тиманова Гора.
Население по данным переписи 2002 года — 325 человек (155 мужчин, 170 женщин). Преобладающая национальность — русские (98 %).